# Pentaptilon
Pentaptilon is een geslacht van bedektzadigen uit de familie Goodeniaceae. Het geslacht telt een soort die voorkomt in het zuidwesten van West-Australië.

## Soorten
- Pentaptilon careyi (F.Muell.) E.Pritz.